# Corrado Ricci
Corrado Ricci, född den 18 april 1858 i Ravenna, död den 5 juni 1934 i Rom, var en italiensk konsthistoriker.
Ricci studerade i Bologna till 1882, var anställd vid universitetsbiblioteket där och sedan museichef i Parma, Modena och Ravenna, innan han 1898 blev direktör för Breragalleriet i Milano. År 1903 blev han chef för Bargellopalatset och för Uffizigalleriet i Florens, som han grundligt nyordnade, och 1906 flyttade han till Rom som generaldirektör för statens konstsamlingar. Han ledde några restaureringsarbeten i Ravenna och i Rom (Diocletianus termer). 
Hans författarskap är högst omfattande. Bland hans arbeten märks Guida di Ravenna (1878), Guida di Bologna (1884), Santi ed artisti (samma år), Correggio (1894, utvidgade upplagor på engelska och tyska), Michelangelo (1900), Ravenna (1902, många upplagor, i samlingen "Italia artistica", som Ricci redigerade), vidare vägledningar i Brera- och Uffizigallerierna (1907 och 1911), en sammanfattad skildring av Norditaliens konsthistoria (upplagor på sex språk, i samlingen "Ars una, species mille". 1911), samt ett planschverk över den italienska barockens arkitektur och dekorativa skulptur (samtidigt på flera språk 1912).